# 7 Up
7 Up è una bibita gassata del genere soft drink, prodotta da Dr Pepper Snapple Group negli Stati Uniti e da PepsiCo negli altri Paesi del mondo.
Si tratta di una gassosa al gusto di limone e limetta. Suo principale concorrente a livello commerciale è la Sprite, prodotta dalla The Coca-Cola Company.

## Storia
Charles Leiper Grigg, che nel 1920 aveva fondato a Saint Louis la The Howdy Corporation, inventò la 7 Up nel 1929. La bevanda, originariamente chiamata Bib-Label Lithiated Lemon-Lime Soda, fu lanciata due settimane prima del crollo di Wall Street del 1929. All'inizio conteneva citrato di litio (poi rimosso nel 1950); per tale motivo venne impiegata anche come medicinale per la cura dei postumi dell'ubriachezza.
La Philip Morris acquisì il marchio nel 1978, per poi rivenderlo nel 1986 ad un gruppo di investimenti privato. Nel 1988 la 7 Up fu accorpata a Dr Pepper; in seguito, nel 1995, tale fusione fu rilevata dalla Cadbury Schweppes, da cui si è distaccata nel 2008 per dare vita alla Dr Pepper Snapple Group.

## Mascotte e sponsor

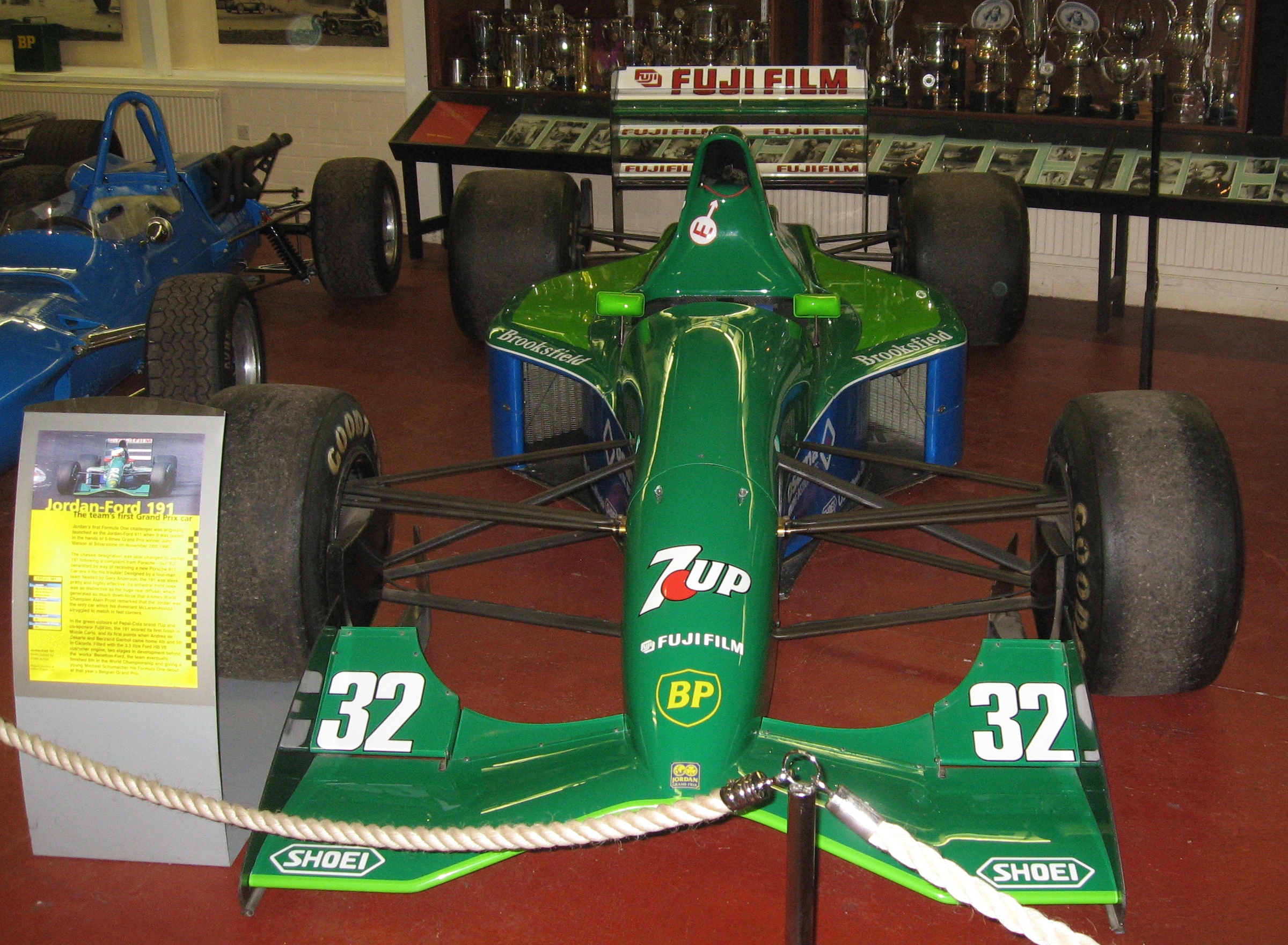
La Jordan 191 sponsorizzata 7 Up

A supporto della 7 Up si sono succedute diverse mascotte. Una delle prime fu "Fresh-Up Freddie", un uccello antropomorfo creato negli anni cinquanta dalla Disney.
Un altro personaggio che ha accompagnato la bevanda è stato "Fido Dido", usato come mascotte tra la fine degli anni ottanta e l'inizio degli anni novanta, salvo poi essere ripristinato per i mercati internazionali all'inizio degli anni duemila.
Altra mascotte ricorrente è "Cool Spot", ovvero la versione antropomorfa del pallino rosso che separa 7 e Up, con braccia e gambe stilizzate, occhiali da sole e scarpe da ginnastica. Sono stati realizzati diversi videogiochi ufficiali di Cool Spot: Spot (1990), Cool Spot (1993), Spot: The Cool Adventure (1993), Spot Goes to Hollywood (1995).
La 7 Up fu per un breve periodo lo sponsor di due case automobilistiche di Formula 1: la Benetton durante la stagione 1989 e la Jordan durante la stagione 1991.
Fu altresì lo sponsor della Fiorentina nelle stagioni 1992-1993 e 1993-1994.

## Omaggi
- Viene citata da Francesco Guccini all'inizio della canzone Autogrill nel 1983, quando la cameriera lo mescola con la birra chiara.